# Бланкенгоф
Бланкенгоф (нім. Blankenhof) — громада в Німеччині, розташована в землі Мекленбург-Передня Померанія. Входить до складу району Мекленбургіше-Зенплатте. Складова частина об'єднання громад Неферін.
Площа — 18,23 км2. Населення становить 730 ос. (станом на 31 грудня 2020).